# 773 Irmintraud
773 Irmintraud è un asteroide della fascia principale del diametro medio di circa 95,88 km. Scoperto nel 1913, presenta un'orbita caratterizzata da un semiasse maggiore pari a 2,8565517 UA e da un'eccentricità di 0,0819094, inclinata di 16,68269° rispetto all'eclittica.
È stato così chiamato riferendosi al nome di una donna che compare in diverse antiche canzoni e saghe tedesche.